# St. Ulrich (Sulzbach an der Murr)

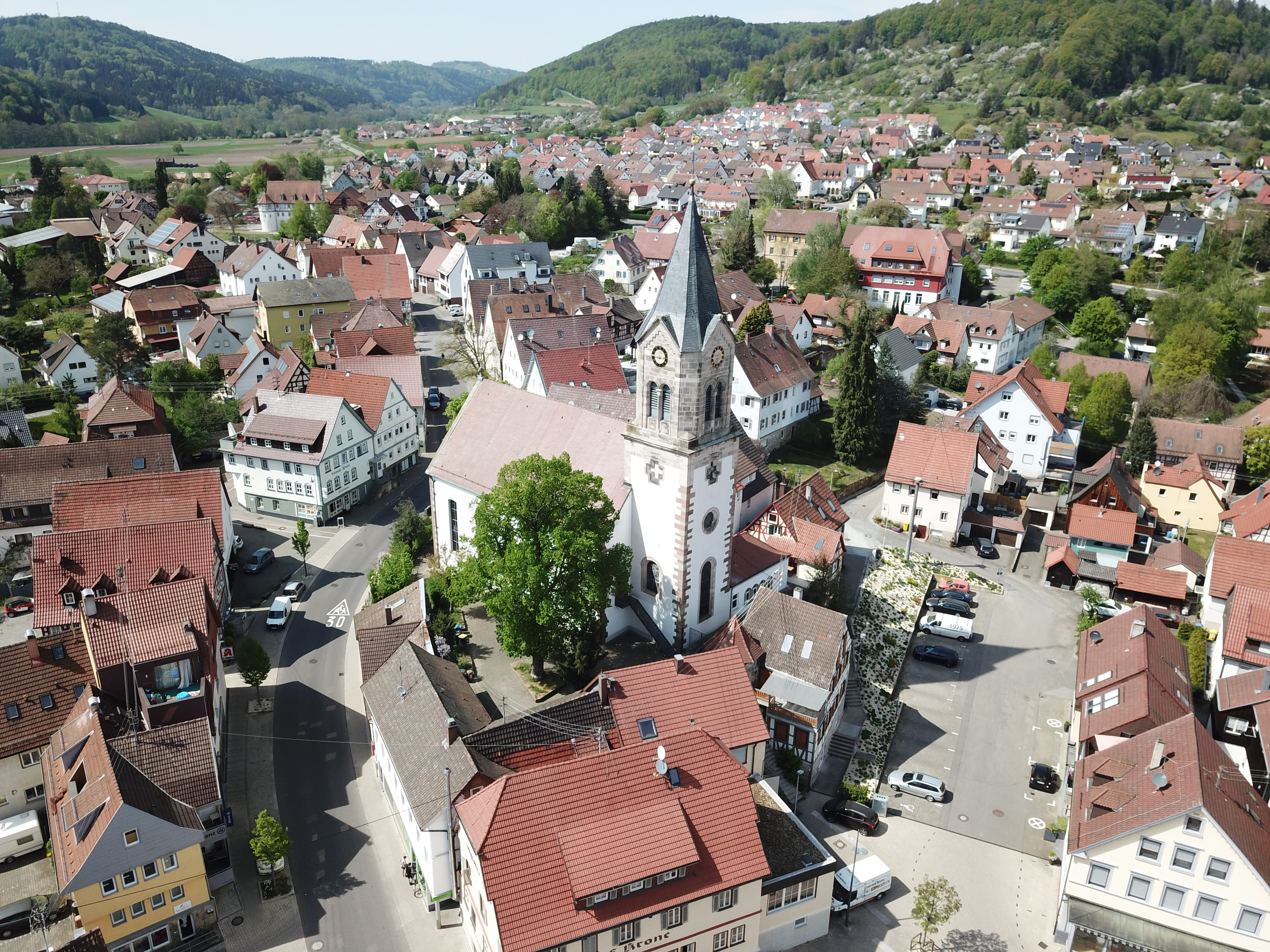
St. Ulrich in Sulzbach an der Murr

Die evangelische Pfarrkirche St. Ulrich (auch Ulrichskirche) steht in Sulzbach an der Murr, einer Gemeinde im Rems-Murr-Kreis in Baden-Württemberg. Das Bauwerk ist beim Landesamt für Denkmalpflege Baden-Württemberg als Baudenkmal eingetragen. Die Kirche gehört zum Kirchenbezirk Backnang der Evangelischen Landeskirche in Württemberg.

## Beschreibung
Die Kirche ist benannt nach dem heiligen Ulrich, Bischof von Augsburg. Anstelle der alten Wehrkirche, die beim Dorfbrand 1753 den Flammen zum Opfer fiel, wurde die Saalkirche bis 1756 mit Hilfe einer Kollekte als eine Predigtkirche neu errichtet. Der Chorturm im Osten des Langhauses brannte 1856 infolge eines Blitzschlags aus. Beim Wiederaufbau wurde er mit einem spitzen Helm bedeckt. Das oberste Geschoss mit abgeschrägten Ecken beherbergt hinter den als Biforien gestalteten Klangarkaden den Glockenstuhl. Das Portal befindet sich in der Fassade im Westen.
Der Innenraum des Langhauses ist mit einer Kassettendecke überspannt. Auf den Emporen an den Längsseiten finden die Gottesdienstbesucher ihren Platz. Auf einer Empore an der Schmalseite steht die Orgel. Der Altar steht vor der Glasmalerei im Chor, auf der das Leben Jesu Christi dargestellt ist.

## Glocken
Die ältesten nachweisbaren Glocken der Ulrichskirche schmolzen beim Brand 1753. Drei neu angeschaffte Glocken wurden durch den Blitzschlag 1857 abermals zerstört. Von den daraufhin 1858 angeschafften Glocken, deren Jahreszahl noch heute den Glockenstuhl ziert, mussten im Kriegsjahr 1917 die beiden größeren abgegeben werden; demselben Schicksal fielen die 1921 angeschafften Exemplare im Zweiten Weltkrieg zum Opfer. Ihr Klang blieb durch Aufnahmen des damaligen Kaufmannes Gelbing jedoch für die Nachwelt erhalten. Sie wurden 1950 durch die Firma A. Bachert ersetzt, 1977 kam schließlich die vierte Glocke hinzu. Als ältestes Exemplar ist die Taufglocke von 1858 erhalten geblieben, sie befindet sich heute im Museum der Firma Bachert.
| Nr. | Name        | Gussjahr | Gießer, Gussort       | Durchmesser (cm, ca.) | Masse (kg, ca.) | Schlagton |
| --- | ----------- | -------- | --------------------- | --------------------- | --------------- | --------- |
| 1   | Dominica    | 1977     | A. Bachert, Heilbronn | 124                   | 1100            | e1        |
| 2   | Betglocke   | 1950     | A. Bachert, Heilbronn | 111,5                 | 825             | fis1      |
| 3   | Kreuzglocke | 1950     | A. Bachert, Heilbronn | 93                    | 462             | a1        |
| 4   | Taufglocke  | 1977     | A. Bachert, Heilbronn | 78                    | 358             | cis2      |

### Geläute
- Bei Hochzeiten: fis1–a1–cis2
- Bei Beerdigungen: e1–fis1[2]